# Erdősmárok, Baranya
Erdősmárok este un sat în districtul Mohács, județul Baranya, Ungaria, având o populație de 90 de locuitori (2011). 

## Demografie
Componența etnică a satului Erdősmárok
     Maghiari (77,17%)
     Germani (11,96%)
     Romi (10,87%)
Componența confesională a satului Erdősmárok
     Romano-catolici (72,22%)
     Fără religie (4,44%)
     Reformați (3,33%)
     Necunoscută (20%)
Conform recensământului din 2011, satul Erdősmárok avea 90 de locuitori. Din punct de vedere etnic, majoritatea locuitorilor (77,17%) erau maghiari, existând și minorități de germani (11,96%) și romi (10,87%).  Din punct de vedere confesional, majoritatea locuitorilor (72,22%) erau romano-catolici, existând și minorități de persoane fără religie (4,44%) și reformați (3,33%). Pentru 20,0% din locuitori nu este cunoscută apartenența confesională.